# Min farbror från Amerika
Min farbror från Amerika (franska: Mon oncle d'Amérique) är en fransk dramafilm från 1980 i regi av Alain Resnais.

## Utmärkelser
Filmen vann Grand Prix Spécial du Jury vid filmfestivalen i Cannes 1980.

## Roller (urval)
- Henri Laborit – sig själv
- Gérard Depardieu – René Ragueneau
- Nicole Garcia – Janine Garnier
- Roger Pierre – Jean Le Gall
- Nelly Borgeaud – Arlette Le Gall
- Marie Dubois – Thérèse Ragueneau
- Pierre Arditi – Zambeaux
- Gérard Darrieu – Veerstrate
- Philippe Laudenbach – Michel Aubert
- Véronique Silver – Janines mor